# Магістр Ордену Сантьяго
Магістр Ордену Сантьяго — п'єса в трьох діях Анрі де Монтерлана, опублікована в 1947 році та вперше показана в 1948 році в театрі Парижу Еберто.

## Генезис роботи
«Магістр Ордену Сантьяго» є третьою п'єсою Анрі де Монтерлана з його ауто сакраменталь (ісп. дослівно — «священне дійство»). Двома іншими є — «Дон Фадріке» та «Пор-Рояль». Автор відносить цю п'єсу до «християнської лінії» своєї творчості.
Як писав сам Монтерлан, п'єса походить від прочитаної фрази, у якій стверджувалося, що відкриття Америки для іспанців це велике горе. Ця ж фраза з'єдналася з його думкою про необхідність для іспанців знесення статуї Колумба під час революції.
Саме з цього походить герой — старий іспанець дон Альваро.

## Персонажі
- Дон Альваро Дабо, 47 років, лицар ордену Сантьяго
- Дон Беріаль де ла Енсіна, 52 роки
- Дон Фернандо де Олмеда, 62 роки
- Дон Грегоріо Обрегон, 35 років
- Маркіз де Варгас, 50 років
- Дон Енріке де Летаменді, 19 років
- Граф де Сорія, камергер, надзвичайний посланець короля, 30 років
- Маріана, донька дона Альваро, 18 років
- Тіа Кампаніта, дуенья, 55 років.

## Короткий зміст
Дон Альваро Дабо проживає життя чернечним, зберігаючи сильну прив'язаність до своєї дочки Маріани.
Дії зводяться до спроб п'яти лицарів Ордену переконати Альваро вирушити до Нового Світу, аби добре розбагатіти. Особливо намагається це зробити дон Берналь, оскільки його син закоханий у доньку дона Альваро, у Маріану. Але аскетичний Альваро відмовляється від такої ідеї. Він обирає продовжити свій чернечий спосіб життя разом зі своєю донькою.
Дон Бернал натомість посилає фальшивого емісара, який просить у короля згоди від імені Альваро. Дізнавшись про це, через свою щиру відданість до короля, він не може надалі відмовлятись від подорожі до Нового Світу, доки Маріана не викриває правду.
П'єса закінчується молитвою до Бога батька й доньки, які вирішують повернутись до монастиря.